# Malachi Thompson
Malachi Richard Thompson (Princeton, 21 augustus 1949 - Chicago, 16 juli 2006) was een Amerikaanse jazztrompettist.

## Biografie
Thompson werd door zijn door jazz bezielde moeder vroeg muzikaal aangemoedigd. Vanaf 5-jarige leeftijd kreeg hij pianoles in Chicago, waar hij ook opgroeide. Tijdens een concertbezoek aan de band van Count Basie ontdekte hij de trompet als zijn instrument. Hij studeerde aan het college en de universiteit en nam privélessen bij Freddie Hubbard en Woody Shaw. Na zijn eerste ervaringen in rhythm-and-blues-bands voegde hij zich in 1966 bij het ensemble van Troy Robinson. Al in 1967 kwam hij in contact met AACM-muzikanten als Muhal Richard Abrams, Leroy Jenkins, Henry Threadgill en Lester Bowie.
Thompson speelde echter in de Operation Breadbasket Big Band van de Southern Christian Leadership Conference en begeleidde daar Cat Anderson, Donald Byrd en Nat Adderley. Verder speelde hij met Joe Williams en Von Freeman, maar formeerde hij ook eigen bands. Na beëindiging van zijn studie verhuisde hij naar New York, waar hij werkte met zowel Frank Foster en Sam Wooding als ook met Joe Henderson en Jackie McLean. Daarnaast hield hij zich bezig in het loftcircuit, waar hij zowel bezig was in de nabijheid van Sam Rivers als ook van Archie Shepp. Al in 1974 formeerde hij bovendien samen zijn eerste freebopband om de spelopvatting van de hardbop voor grotere improvisorische vrije ruimten te openen. Betrokken waren o.a. Carter Jefferson, Victor Lewis, David Murray, Oliver Lake, James Spaulding, Gary Bartz en Paul Quinichette.
Daarnaast formeerde Thompson met Norman Spiller een groot trompetensemble met ritmesectie. In 1982 voegde hij zich bij de Hot Trumpet Repertory Company van Lester Bowie, de latere Brass Fantasy, waartoe hij behoorde tot 1988. In 1983 verhuisde hij naar Washington D.C. en in 1985 naar Wenen, waar hij bleef tot 1989. Na zijn terugkeer naar Chicago moest hij een onderbreking inlasten wegens leukemie. Hij schreef het toneelstuk The Jazz Life (1990) en hij werkte als jazzpedagoog en als journalist. In 1991 kon hij weer aan het werk gaan als actief muzikant en formeerde hij weer een eigen freebopband, die meerdere platen uitbracht. Spoedig echter trad het werk met de formatie Africa Brass op de voorgrond, die voor de productie van Lift Every Voice (1994) met een koor werd versterkt. Daarnaast speelde Thompson theatermuziek in. Hij werkte ook mee aan opnamen van Gil Scott-Heron, Quincy Jones, Erroll Parker, Hubert Eaves III en Shamek Farrah.

## Overlijden
Malachi Thompson overleed in juli 2006 op 56-jarige leeftijd.